# Salvia anastomosans
Salvia anastomosans  là một loài thực vật có hoa trong họ Hoa môi. Loài này được Ramamoorthy miêu tả khoa học đầu tiên năm 1984.